# Taxus fuana
Taxus fuana é uma espécie de conífera da família Taxaceae.
Apenas pode ser encontrada na China.